# Hôtel de ville de Subotica
L'hôtel de ville de Subotica (en serbe cyrillique : Градска кућа у Суботици ; en serbe latin : Gradska kuća u Subotici) est situé à Subotica, dans la province de Voïvodine et dans le district de Bačka septentrionale, en Serbie. Il est inscrit sur la liste des monuments culturels d'importance exceptionnelle de la République de Serbie (identifiant no SK 1036).

## Présentation

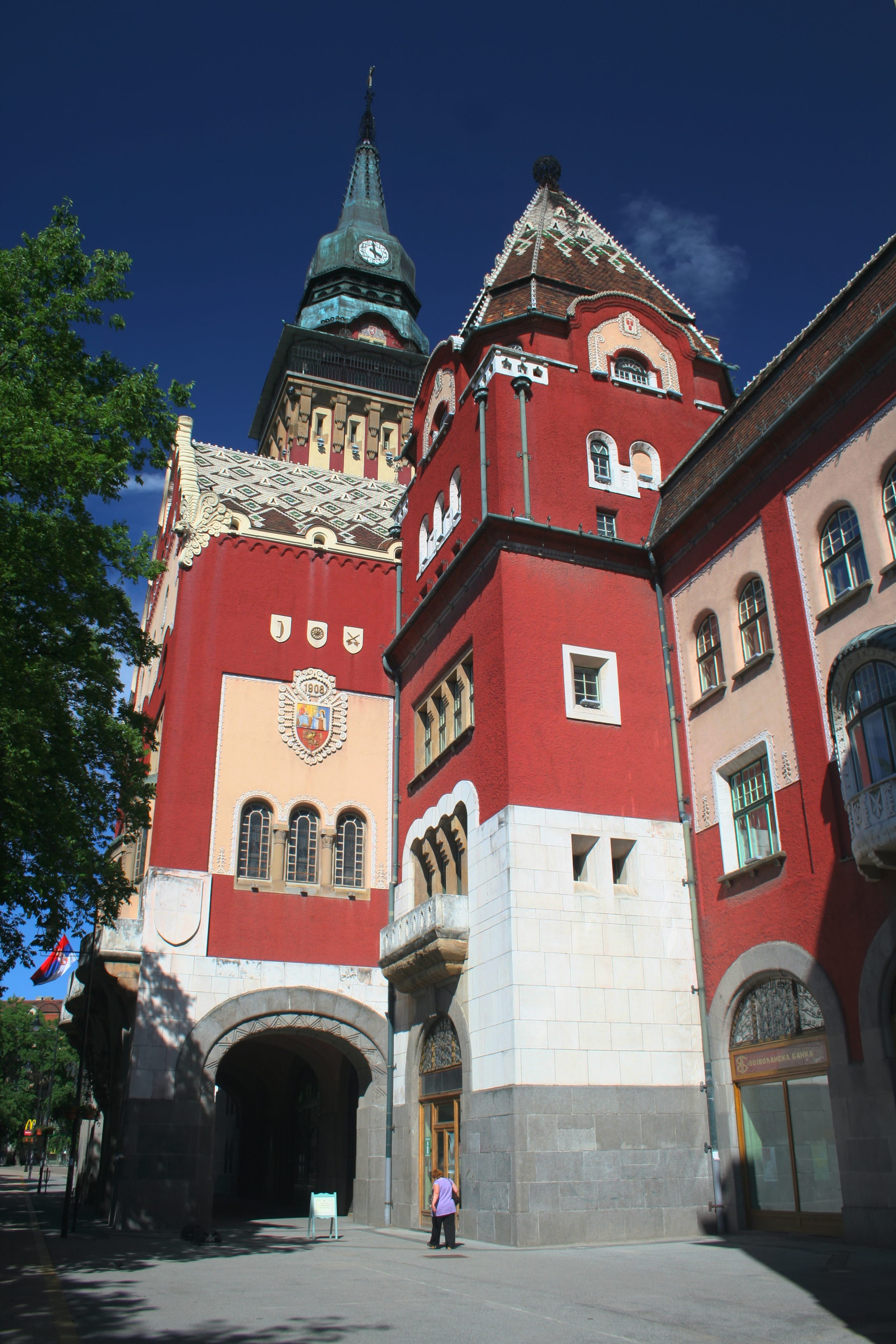
Autre vue de l'hôtel de ville

L'hôtel de ville de Subotica a été construit sur la place principale de Subotica entre 1908 et 1912, sur les plans des architectes de Budapest Marcell Komor (1868-1944) et Dezső Jakab (1864–1932), dans le style de la Sécession hongroise ; la décoration intérieure de l'édifice a été achevée en 1912. Il se présente comme un bâtiment monumental réalisant la synthèse entre les éléments architecturaux et décoratifs et la tradition ornementale hongroise mêlée à des solutions architecturales contemporaines.
L'édifice s'organise à partir d'un plan rectangulaire autour de quatre cours intérieures ; des solutions fonctionnelles ont été adoptées dans la disposition intérieure, avec des couloirs donnant sur les cours et des bureaux donnant sur les rues. Parmi les éléments décoratifs figurent des revêtements muraux en porcelaine de Zsolnay, des vitraux et l'emploi du bois sculpté et du fer forgé. Des motifs comme les feuilles, les tulipes ou les plumes de paon sont empruntés à l'art populaire hongrois traditionnel. Les vitraux de la grande salle ont été réalisés en partie par le peintre Sándor Nagy (1869-1950) dans le style Art nouveau. D'autres vitraux de la salle sont dus à Miksa Róth (1865-1944) ; ils représentent Jean Hunyadi, István Werböczi et François II Rákóczi, François-Joseph Ier d'Autriche et Marie-Thérèse, ainsi que István Széchenyi, Ferenc Deák et Lajos Kossuth. Les carreaux de céramique de l'escalier, dont la couleur verte contraste avec la couleur lumineuse et claire de la balustrade, représentent des artisans ou les symboles de divers métiers.
Au rez-de-chaussée se trouvent des commerces officiellement destinés à fournir des fonds pour l'entretien du bâtiment ainsi qu'une kafana municipale, les étages sont occupés par les bureaux du grand joupan et du maire ainsi que par des bureaux administratifs, un poste de police et un service de détention provisoire.

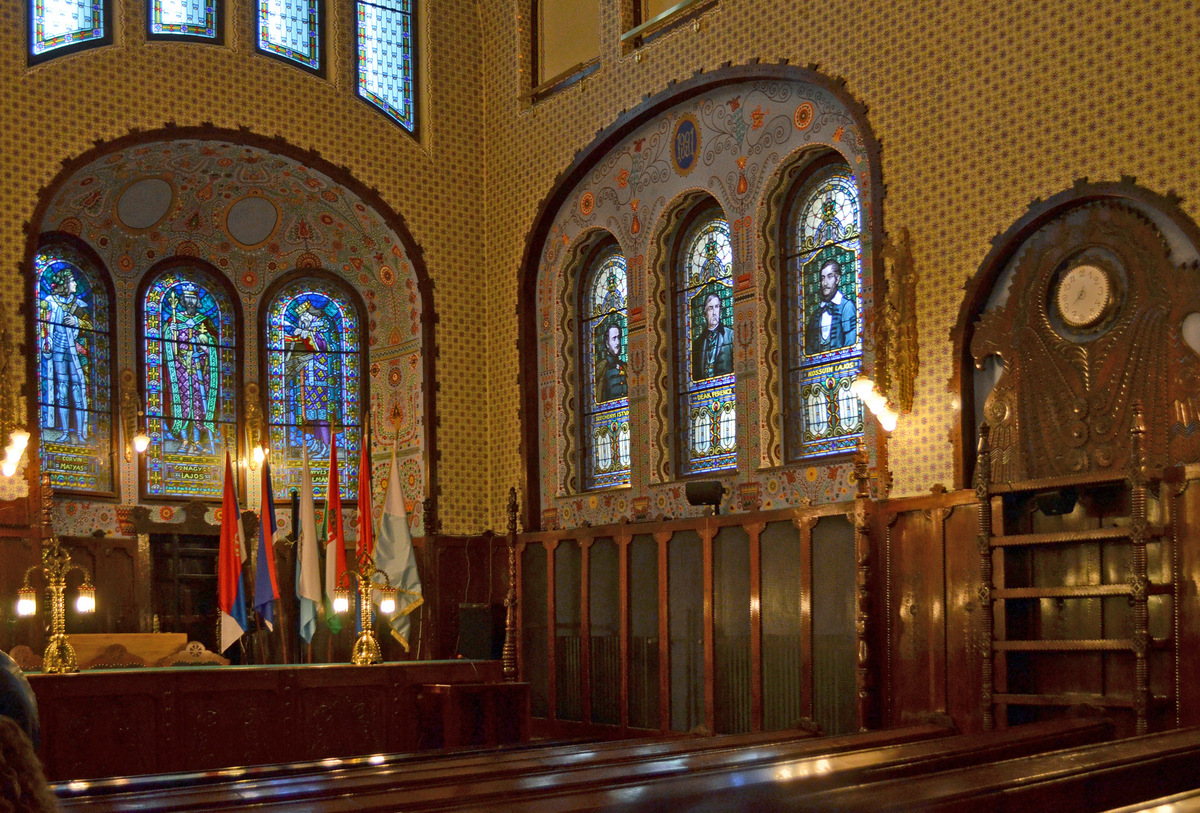
La grande salle avec ses vitraux
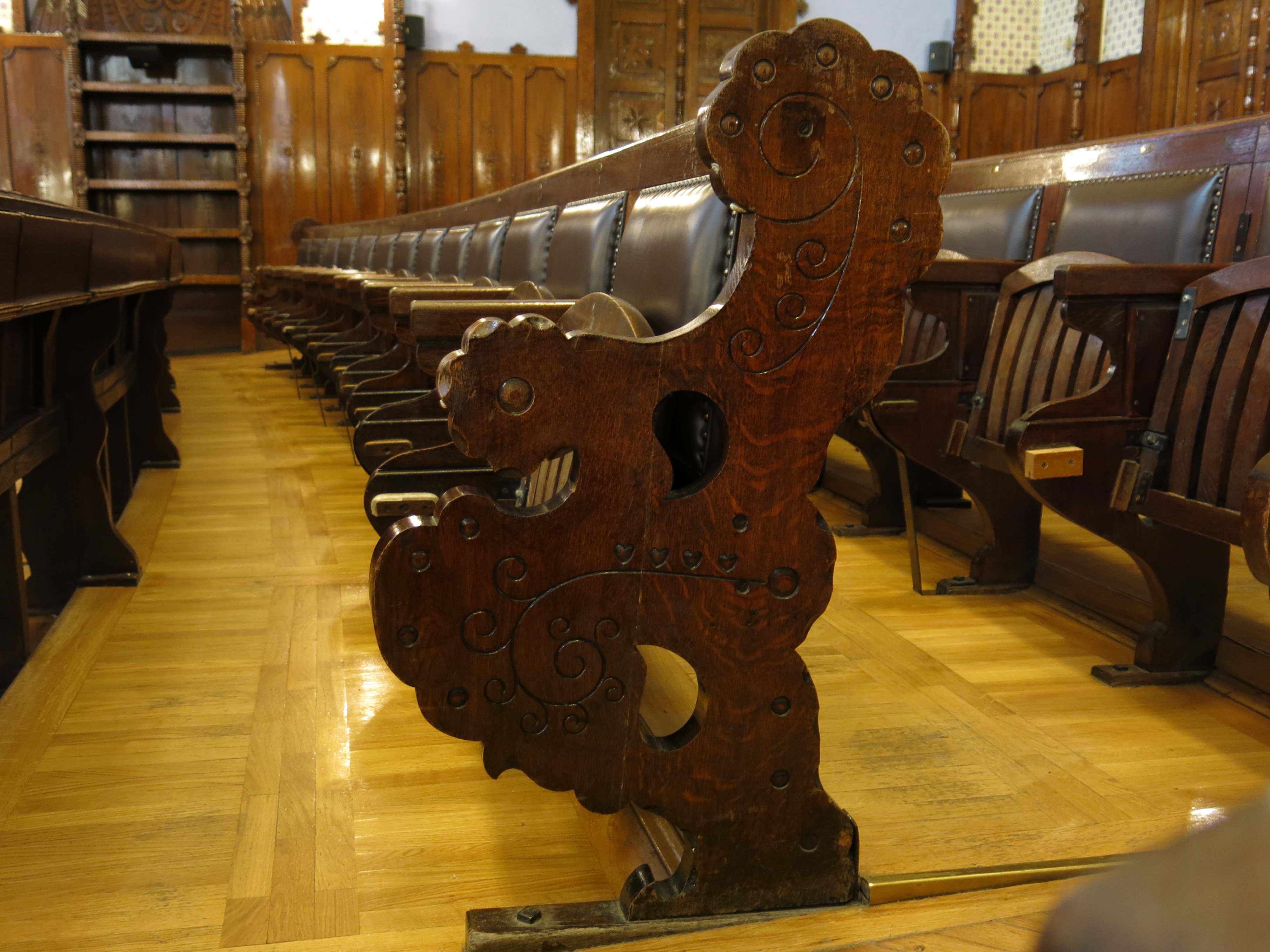
Bois sculpté dans la grande salle
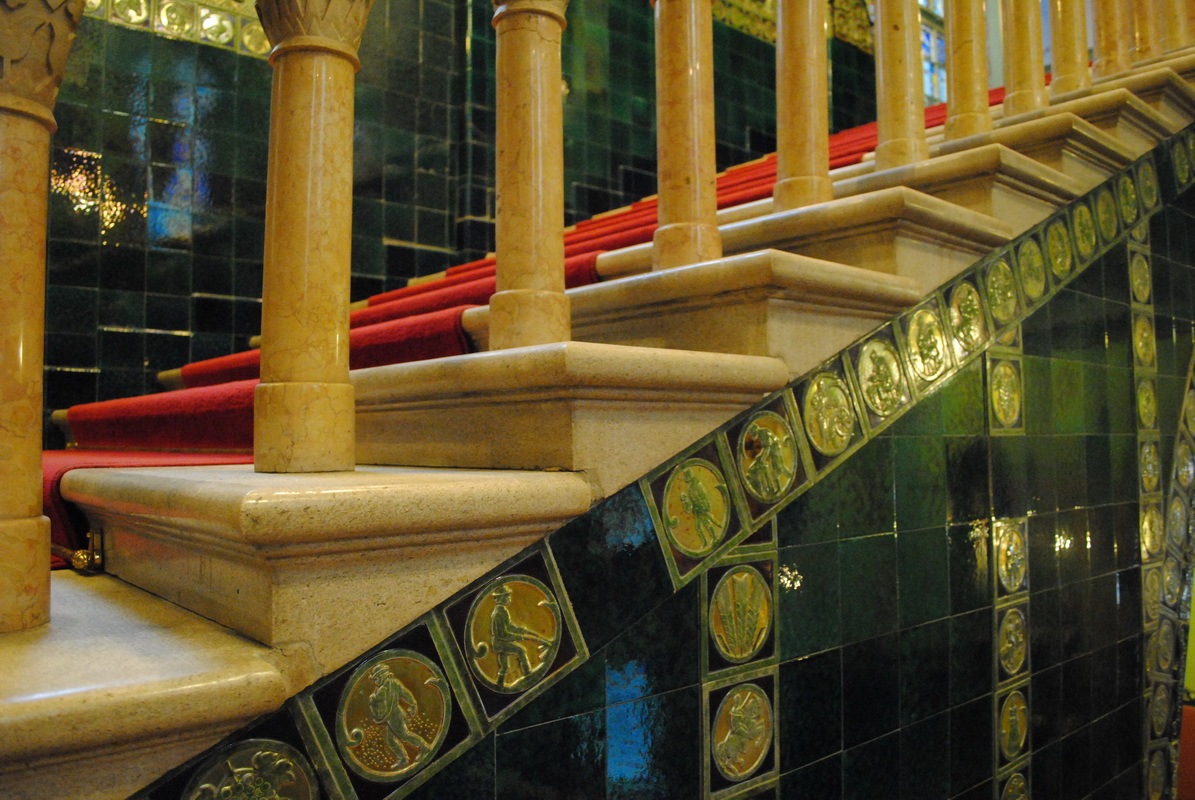
Escalier avec parement en porcelaine
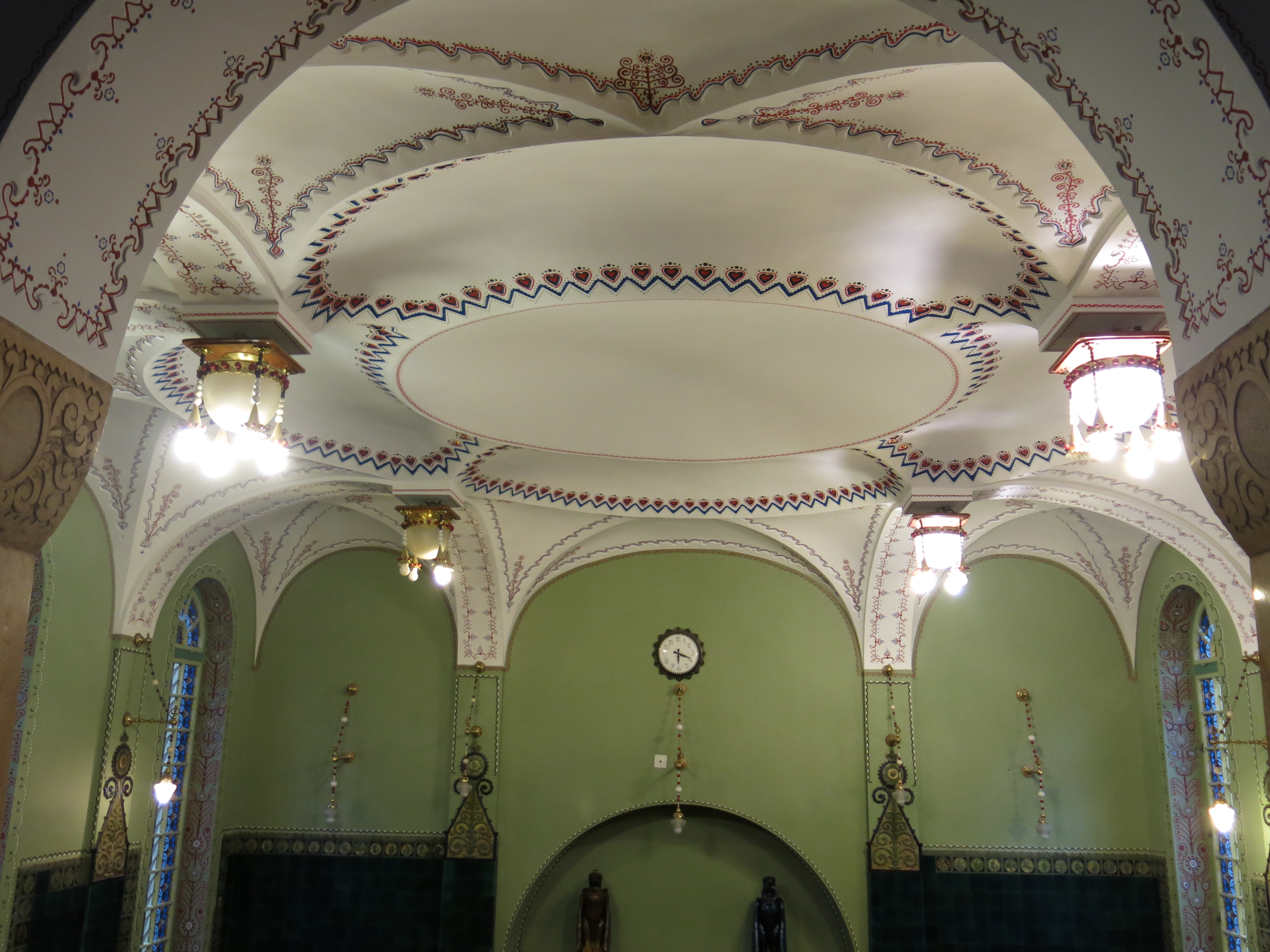
Détail de plafond